# Ближина, Любовь Фёдоровна
Любовь Фёдоровна Ближина (род. 11 июня 1947, Пенза) — российский политический деятель, депутат Государственной думы 4 созыва, член фракции ЛДПР.

## Биография
Родилась в Пензе в 1947 году.
Окончила Тамбовский филиал Московского государственного института культуры; Пензенское областное культурно-просветительное училище.
Певица, работала в хоре. Была помощником депутата Госдумы, в 1998 году стала координатором Пензенского регионального отделения ЛДПР (занимала эту должность до 2004 года).

### Депутат Госдумы
В 2003 году баллотировалась в Государственную думу 4 созыва от ЛДПР, номер 5 по Приволжской региональной группе федерального списка кандидатов от ЛДПР. Избрана, вошла в состав комитета ГД по культуре.
В 2007 году баллотировалась в Государственную думу 5 созыва от ЛДПР, первая по Реггруппе № 41, Республика Мордовия. Избрана не была.